# ایگلزکلیف، کانتی دورام
ایگلزکلیف (به انگلیسی: Egglescliffe) یک روستا و محله مدنی در بریتانیا است که در Stockton-on-Tees واقع شده‌است. ایگلزکلیف ۸٬۵۵۹ نفر جمعیت دارد.